# Вержбицький Григорій Опанасович
Григо́рій Опана́сович Вержби́цький (25 січня (6 лютого) 1875, Летичів Подільської губернії — 20 грудня 1942 (за іншими даними, 1941), Тяньцзінь, Китай) — генерал-лейтенант (1919), значний діяч Білого руху в Сибіру.

## Біографія
Походить з міщан Летичева тодішньої Подільської губернії Російської імперії.

### Військова служба
Службу в Російській армії почав у 1893 році як доброволець у 45-му піхотному Азовському полку, з 1894 — унтер-офіцер. Закінчив Одеське військове училище (1897), служив у 30-му піхотному Полтавському полку. Учасник російсько-японської війни, командир роти 11-го Сибірського Семипалатинського полку, з 1905 — штабс-капітан. За бойові заслуги був нагороджений орденами Св. Анни 4-го ступеню з написом «За хоробрість», орденом Св. Станіслава 3-го ступеню з мечами і бантом.
З 1913 — капітан. За власним бажанням увійшов до складу експедиційного загону, відправленого 12 липня 1913 року до Монголії для охорони комунікацій під час заворушень. Командуючи загоном, 31 серпня 1913 року зайняв китайську фортецю Шарасуме.
Брав участь у Першій світовій війні, в ході якої був підвищений у званні до рангу підполковника.
У роки Громадянської війни воював на боці Білого руху в Сибіру. За взяття міста Тюмень був підвищений до звання генерал-майор.
У 1920 році був командувачем Далекосхідною армією. У жовтні 1921 — червні 1922 був керуючим Військово-морським відомством з правами військового міністра Тимчасового Приамурского уряду. 1 червня 1922 передав командування військами генерал-лейтенанту М. К. Дітеріхсу, 8 серпня 1922 призначений помічником воєводи Земської раті, яким був проголошений Дітеріхс.

### Життя в еміграції
Після поразки Земської раті в кінці жовтня 1922 емігрував до Китаю, перейшовши до частини білих кордон в районі Хуньчуня. Був інтернований і поміщений в табір в місті Гирин. У травні 1923 року звільнений, мешкав у Харбіні, де заробляв на життя як власник дамської капелюшної майстерні. З 1928 року — голова Російської національної громади, змінив на цій посаді А. А. Орлова, колишнього генерального консула в Урзі.
У 1930 році був призначений на пост помічника начальника Далекосхідного відділу Російського Загальновійськового Союзу (РЗВС). З 1931 року був головою комітету старшин Російського національного клубу. Після окупації Маньчжурії японськими військами за відмову очолити формування російської дивізії для японської армії був висланий у 1934 році владою Японії в Тяньцзінь (Китай). Жив на території англійської концесії, очолював місцеве відділення РЗВС.
Після окупації Північного Китаю японськими військами у 1937—1938 роках перебував під безперервною загрозою арешту окупаційною владою за відмову брати участь у формуванні російських військових частин для японської армії.
Похований у Тяньцзіні в російській частині міжнародного кладовища.